# N973 (België)
De N973 is een gewestweg in de Belgische provincie Namen. Deze weg verbindt Hérisson met Bohan.
De totale lengte van de N973 bedraagt ongeveer 5 kilometer.

## Plaatsen langs de N973
- Hérisson
- Hérissart
- Bohan